# Morfotipo
En taxonomía, se llama morfotipo (tipo morfológico) al grupo de organismos que no puede diferenciarse a simple vista o con herramientas sencillas, como una lupa de mano, en sus taxones respectivos (normalmente, o esperablemente, son especies del mismo género o subgénero). Nótese que una clasificación en morfotipos es una taxonomía, no necesariamente congruente con la filogenia (no necesariamente una taxonomía biológica).
Se los llama morfoespecies cuando están clasificados en una taxonomía en la categoría taxonómica de especie. No hay restricciones para delimitar conceptualmente los taxones especie y no es necesario que una clasificación en especies sea congruente con la filogenia, pero si no se sabe si lo es, el uso de esa categoría taxonómica puede llegar a ser confuso para el usuario final.
A veces se utiliza morfológico en un sentido más amplio que el definido y los morfotipos podrían llegar incluir el uso de una lupa de laboratorio (hasta 40×).